# Brownwood
Brownwood é uma cidade localizada no estado norte-americano do Texas, no Condado de Brown.

## Demografia
Segundo o censo norte-americano de 2000, a sua população era de 18.813 habitantes. 
Em 2006, foi estimada uma população de 19.763, um aumento de 950 (5.0%).

## Geografia
De acordo com o United States Census Bureau tem uma área de 
32,6 km², dos quais 32,6 km² cobertos por terra e 0,0 km² cobertos por água. Brownwood localiza-se a aproximadamente 416 m acima do nível do mar.

## Localidades na vizinhança
O diagrama seguinte representa as localidades num raio de 36 km ao redor de Brownwood. 